# Trarza
Trarza (Arabisch: ولاية الترارزة) is een kustregio van Mauritanië. In 2005 telde de regio van 67.800 vierkante kilometer zo'n 280.000 inwoners. De hoofdstad van de regio is Rosso.

## Grenzen
De regio Trarza heeft de langste kustlijn van Mauritaniës kustregio's:
- Met de Atlantische Oceaan in het westen.

De regio grenst ook aan een buurland van Mauritanië:
- De regio Saint-Louis van Senegal in het zuiden.

Trarza wordt verder omgeven door vier andere regio's van Mauritanië:
- Inchiri in het noorden.
- Adrar in het noordoosten.
- Brakna in het zuidoosten.
- De kleine hoofdstedelijke regio Nouakchott aan de kust in het centraalwesten.

## Districten
De regio is onderverdeeld in zes departementen:
- Boutilimit
- Keur-Macène
- Méderdra

- Ouad-Naga
- R'Kiz
- Rosso